# Stolpsäng

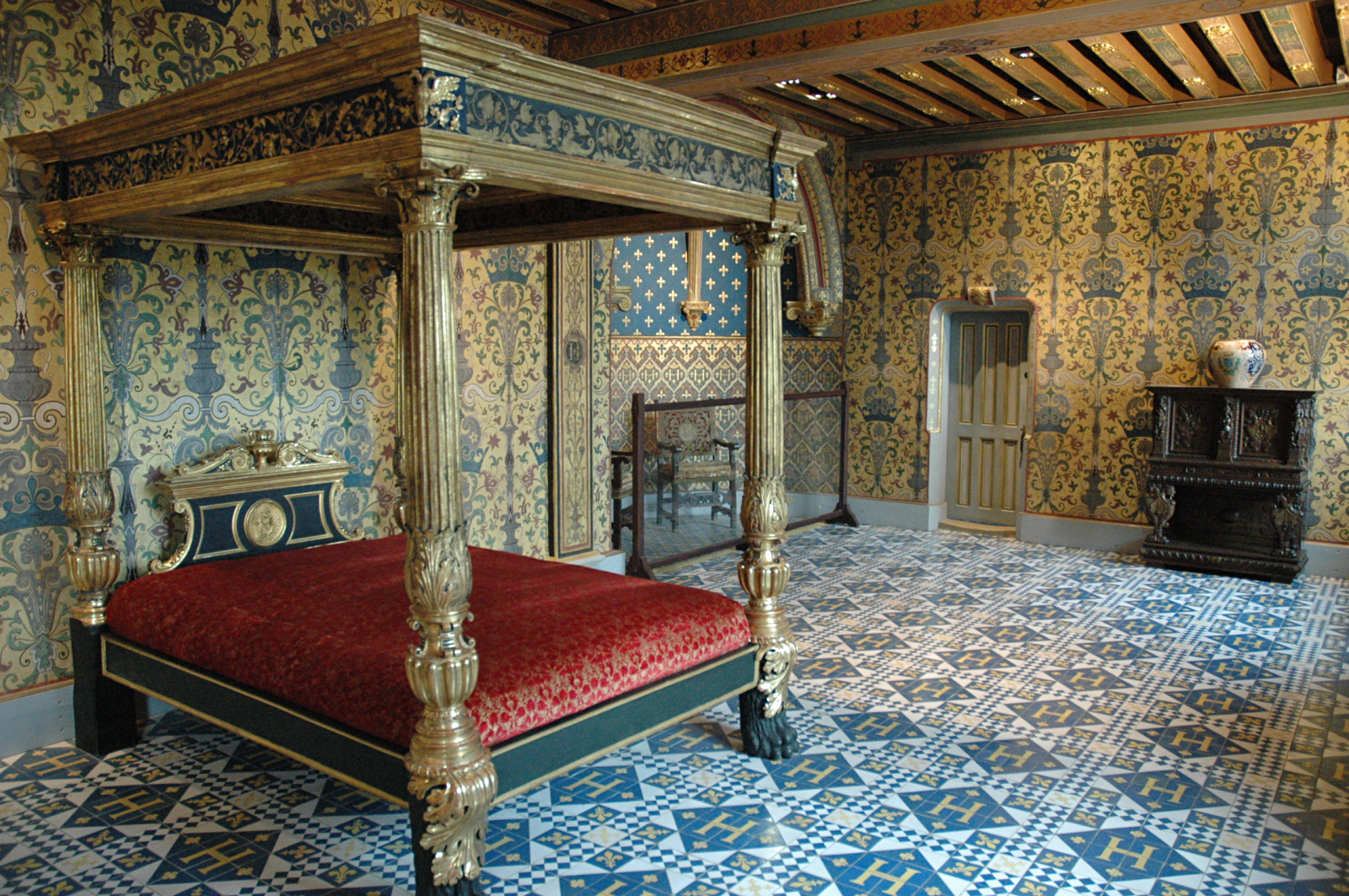
Praktfull fransk stolpsäng med tak från 1500-talet.

Stolpsäng var en säng vars hörnstolpar var förlängda för att kunna uppbära ett tak eller ett sparlakan.